# Styliani Tsikouna
Styliani Tsikouna, detta Stella (in greco Στυλιανή "Στέλλα" Τσικούνα?; Calcide, 19 ottobre 1972), è un'ex discobola greca.

## Palmarès
| Anno | Manifestazione          | Sede     | Evento           | Risultato | Misura  | Note  |
| ---- | ----------------------- | -------- | ---------------- | --------- | ------- | ----- |
| 1995 | Mondiali                | Göteborg | Lancio del disco | 29ª       | 49,92 m |       |
| 1996 | Olimpiadi               | Atlanta  | Lancio del disco | 31ª       | 56,66 m |       |
| 1997 | Giochi del Mediterraneo | Bari     | Lancio del disco | Argento   | 61,96 m |       |
| 1997 | Mondiali                | Atene    | Lancio del disco | 7ª        | 61,92 m |       |
| 1999 | Mondiali                | Siviglia | Lancio del disco | 8ª        | 63,43 m |       |
| 2000 | Olimpiadi               | Sydney   | Lancio del disco | 5ª        | 64,08 m |       |
| 2001 | Mondiali                | Edmonton | Lancio del disco | 12ª       | 60,32 m | [ 1 ] |
| 2003 | Mondiali                | Parigi   | Lancio del disco | 15ª       | 59,39 m |       |
| 2004 | Olimpiadi               | Atene    | Lancio del disco | 11ª       | 59,48 m |       |